# TOI-700 b
TOI 700 b è un pianeta extrasolare orbitante intorno alla stella TOI 700, una nana rossa di classe M distante 101,5 anni luce dal sistema solare. Il pianeta è stato scoperto grazie al telescopio spaziale TESS nel gennaio 2020 con il metodo del transito assieme ad altri due pianeti, TOI-700 c e TOI-700 d.

## Caratteristiche
TOI-700 b è il pianeta più interno del sistema, e di conseguenza il più caldo; ha una temperatura di equilibrio di oltre 400 K, troppo alta per poter mantenere acqua liquida in superficie. Ha le stesse dimensioni della Terra, è leggermente più massiccio e orbita a poco meno di 10 milioni di chilometri dalla stella madre, in un periodo di circa 10 giorni.